# 473

## Събития
- Тиудимир, крал на остготите и синът му Теодорих напускат Панония и създават своето царство в Македония.